# Tipula (Yamatotipula) incana
Tipula (Yamatotipula) incana is een tweevleugelige uit de familie langpootmuggen (Tipulidae). De soort komt voor in het Palearctisch gebied.